# Turmhügel Wöhr

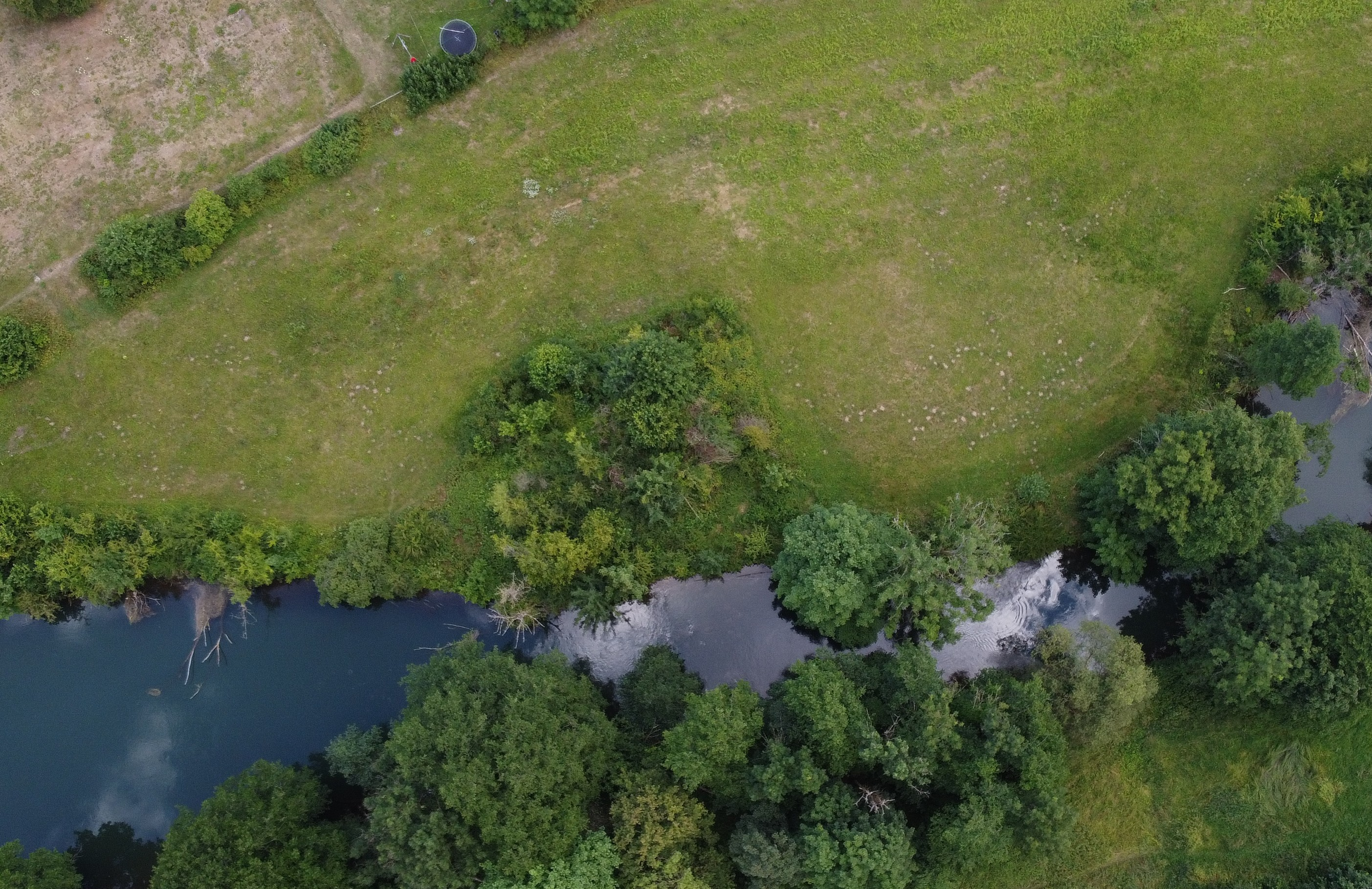
Luftbild der Turmhügelburg Wöhr (2022)

Der Turmhügel Wöhr ist der Rest einer abgegangenen, vermutlich spätmittelalterlichen Turmhügelburg (Motte), die sich im Tal der Wiesent bei  Streitberg im oberfränkischen Markt Wiesenttal befand. Im Volksmund wird er als Wall- oder Eppeleinsturm bezeichnet. Die Burg war später der Ansitz eines niederadeligen Geschlechtes und wurde mehrmals zerstört und danach wiedererrichtet. Spuren von ihr haben sich kaum erhalten, heute ist sie ein Bodendenkmal.

## Geographische Lage
Der Turmhügel liegt im etwas weiteren Tal der Wiesent, etwa 200 Meter südöstlich des Weilers Wöhr, unmittelbar nördlich des Flusses auf etwa 310 m ü. NN Höhe und etwa 1100 Meter westlich der evangelischen Pfarrkirche Sankt Laurentius in Muggendorf.

## Geschichte
Die frühe Geschichte dieser kleinen Turmhügelburg ist unbekannt. Möglicherweise war sie der Ansitz der Starker zu „Muotichendorf“ (Muggendorf), hierfür gibt es aber keinen Nachweis. Ein Hinweis ist die Belehnung im Jahre 1399, bei der Heinrich Stübig neben anderen Gütern die Behausung zu Werde, die halbe Hammerwiese bis Muggendorf und ein Gut in Muggendorf zu Lehen bekam.
Später war die Burg „zum Werde“ (Wöhr) wohl der Sitz eines Ministerialengeschlechtes, der bedeutenden fränkischen Adelsfamilie der Schlüsselberger. Dieses Geschlecht saß auf der Burg Neideck in unmittelbarer Nähe der kleinen Anlage im Tal. 
Zum ersten Mal urkundlich erwähnt wurde die Turmhügelburg im Jahre 1360 als „walle czun Werde“. Die im ostfränkischen Raum häufige Bezeichnung Walle oder auch Wal, Waale, Wale, Wahl oder Vale steht für eine abgegangene kleinere Turmhügelburganlage oder einen Rittersitz, genauer den künstlich aufgeschütteten Hügel der Anlage. Demnach war der Sitz bereits damals eine Ruine. Der Grund der Zerstörung ist unbekannt, hing aber mit hoher Wahrscheinlichkeit mit der Belagerung und der Eroberung der Burg Neideck durch die Bischöfe von Würzburg und Bamberg sowie die Burggrafen von Nürnberg zusammen, bei der Konrad II. von Schlüsselberg am 14. September 1347 den Tod fand und die zur Aufteilung des Besitzes der Schlüsselberger unter den Siegern führte.
Boppo Neidecker erhielt 1360 70 Pfund Heller vom Bamberger Bischof Leopold III. von Bebenburg für den Burghutdienst auf der Neideck, dafür musste er allerdings auf sein früheres Eigengut, eine Hofstatt an dem Walle zum Werd, die Gerhardswiese und einen Hof, auf dem damals Holtzner wohnte, verzichten. Ebenso verzichtete Friedrich Neidecker im selben Jahr auf den restlichen Teil der Hofstatt zum Werde und auf dortige Äcker, die an einen Baumgarten grenzten. Somit hatten der Ministerialenfamilie der Neidecker eine Hofstatt und mehrere Äcker bei der Burg Wöhr gehört, die Burg selbst befand sich bis zum Aussterben der Schlüsselberger mit dem Tod von Konrad II. wohl im Besitz dieser Landesherren und kam dann zum Bistum Bamberg.
Später wurde die Burganlage wiedererrichtet, denn 1399 verlieh das Bamberger Bistum die „Behausung zum Werde gelegen unter Neideck“, die dazugehörende Mühle, das dortige Wasser (ein Abschnitt der Wiesent) und mehrere Güter, unter anderem bei Muggendorf und Pretzfeld, Wiesen und Wälder an Heinrich Stübig. Stübig war ein Wechselname der Neidecker.
Im Jahr 1425 ging die Burg an Hans von Egloffstein und seine Ehefrau Margarethe über. Sie bekamen sie  neben dem Ansitz im nahen Trainmeusel zu Leibgeding, also auf Lebenszeit. Aus späterer Zeit fehlen geschichtliche Nachrichten über die Burg; vermutlich wurde sie 1430 mit dem Sitz in Trainmeusel während der Hussitenkriege vernichtet, da die Hussiten zu dieser Zeit in das Amt Gößweinstein einfielen und auch das nahe Ebermannstadt niederbrannten.
In der Gelegenhait der landschaft mitsampt den furthen und helten darinnen, einer Geländeerkundung der Reichsstadt Nürnberg vor dem Landshuter Erbfolgekrieg von 1504/05, heißt es: „zum Werd, ain sitz und ain mul ist Bambergisch“. Die Burg wurde anscheinend nach den Hussitenkriegen ein weiteres Mal wiederaufgebaut; wem damals dieser Ansitz verliehen wurde, ist unbekannt.
Aufgrund fehlender späterer Nachrichten über die Burg Wöhr kann man wohl davon ausgehen, dass sie während des Bauernkrieges um 1525 endgültig zerstört wurde. Konz Sponsel, Bauer zu Wöhr, schloss sich nicht den aufständischen Bauern an, sondern blieb dem Bischof zu Bamberg treu und half                            bei der erfolgreichen Verteidigung der Burg Neideck mit.

## Heutiger Zustand
Vom Turmhügel sind nur noch sehr schwache Spuren sichtbar, das Gelände der Burg wird  landwirtschaftlich genutzt und ist frei zugänglich. 
Das vom bayerischen Landesamt für Denkmalpflege als „Spätmittelalterlicher Turmhügel“ erfasste Bodendenkmal trägt die Denkmalnummer D-4-6133-0106.

## Beschreibung
Der rechteckige, etwa neun mal zwölf Meter große Hügel ist nur etwa auf einem Meter Höhe erhalten, 1842 waren noch Mauerreste erkennbar. Ein Wall oder ein Graben waren vermutlich nicht vorhanden, denn die Anlage befand sich auf einer kleinen Insel in der Wiesent. Unmittelbar nördlich davon sind die muldenförmigen Spuren eines alten Wiesentarmes schwach sichtbar. Auch die Namen der Burg und des heutigen Weilers Wöhr beziehungsweise Werde (Insel) unterstreichen dies.